# Serge Aubin
Pour les articles homonymes, voir Aubin.

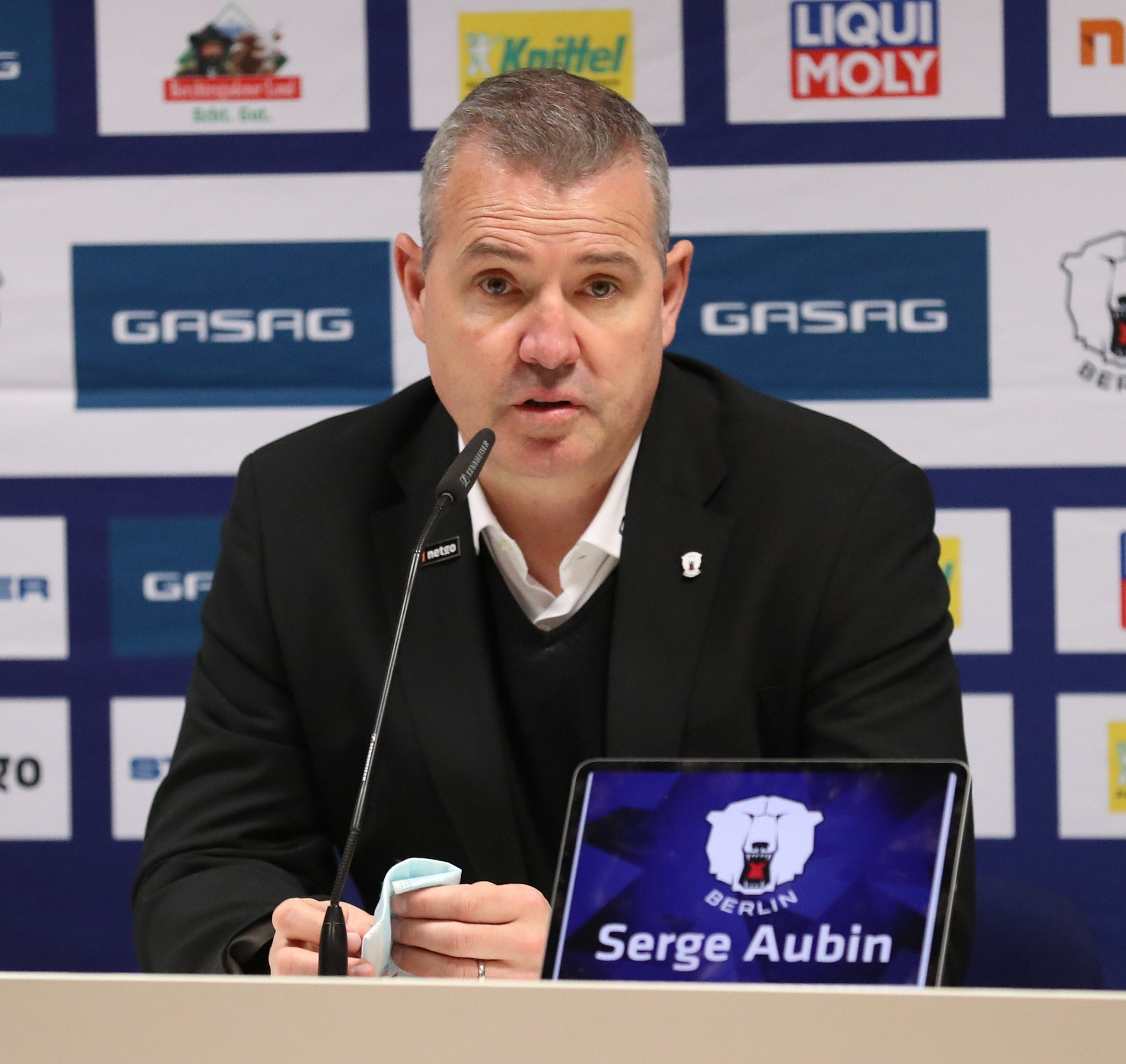
Serge Aubin (2021)

Serge Aubin (né le 15 février 1975 à Val d'Or au Québec) est un joueur de hockey sur glace devenu entraîneur.

## Carrière
Il joue d'abord trois saisons au niveau junior avec les Voltigeurs de Drummondville et les Bisons de Granby de la Ligue de hockey junior majeur du Québec avant que les Penguins de Pittsburgh ne fasse de lui leur choix de 7e ronde, le 161e au total, lors du repêchage d'entrée dans la LNH en 1994.
Dès son niveau junior il démontre un talent certain pour le hockey, sa fiche de 95 buts et 234 points en 188 rencontres en faisant foi. Malgré des chiffres relativement impressionnant pour un joueur junior, il passe tout de même les quatre saisons suivant sa sélection par Pittsburgh dans les rangs mineurs, d'abord avec les Admirals de Hampton Roads de la East Coast Hockey League, puis avec les Lumberjacks de Cleveland de la Ligue américaine de hockey.
Lors de la saison 1997-1998, les Penguins se libèrent de son contrat, il signe alors une entente avec le club-école de l'Avalanche du Colorado, les Bears de Hershey, équipe avec qui il finit la saison.
Il signe finalement un contrat avec l'Avalanche le 22 décembre 1998 et joue son tout premier match dans la Ligue nationale de hockey en 1998-1999. Ce sera d'ailleurs son seul match dans la grande ligue cette saison-là, jouant le reste de la saison avec les Bears.
La saison suivante, il prend part à 15 rencontre avec Colorado et impressionne assez pour obtenir un poste à temps plein lors des séries éliminatoires et joue dans les 17 rencontres du club, il n'obtient cependant qu'une mention d'assistance.
Déçu de ces performances, l'équipe du Colorado le libère au cours de l'été et Aubin s'entend alors avec les Blue Jackets de Columbus qui lui donne la chance de jouer sa septième saison professionnelle en intégralité dans la LNH et ce, pour la première fois de sa carrière. Il termine la saison avec une récolte de 13 buts et 30 points.
Après deux saisons passées à Columbus, il signe à nouveau avec le Colorado en 2002 où il perfectionne son jeu d'attaquant-défensif. Il ne joue que 66 rencontres avec l'avalanche avec que les Thrashers d'Atlanta ne le réclame au ballotage.
Lors du « lock-out » que la LNH subit en 2004-2005, il rejoint les rangs du Genève-Servette Hockey Club, club suisse, pour 9 rencontres. Il revient avec les Thrashers la saison suivante où il joue une autre année avant de quitter pour l'Europe et se joint à l'équipe de Genève-Servette qu'il quitte au terme de la saison 2008-2009.
Il s'engage pour les saisons 2009-2010 et 2010-2011 avec le HC Fribourg-Gottéron, autre équipe de la Ligue nationale A. Il s’en va ensuite aux Hamburg Freezers en DEL, avant de mettre un terme à sa carrière en raison d’une blessure.
Serge Aubin devient pour la saison suivante entraîneur-adjoint pour Hambourg.

## Statistiques
Pour les significations des abréviations, voir Statistiques du hockey sur glace.

## Statistiques en club
| Saison       | Équipe                      | Ligue        |     | Saison régulière | Saison régulière | Saison régulière | Saison régulière | Saison régulière |    | Séries éliminatoires | Séries éliminatoires | Séries éliminatoires | Séries éliminatoires | Séries éliminatoires |
| Saison       | Équipe                      | Ligue        | PJ  | B                | A                | Pts              | Pun              | PJ               | B  | A                    | Pts                  | Pun                  |                      |                      |
| 1992-1993    | Voltigeurs de Drummondville | LHJMQ        | 65  | 16               | 34               | 50               | 30               | 8                | 0  | 1                    | 1                    | 16                   |                      |                      |
| 1993-1994    | Bisons de Granby            | LHJMQ        | 63  | 42               | 32               | 74               | 80               | 7                | 2  | 3                    | 5                    | 8                    |                      |                      |
| 1994-1995    | Bisons de Granby            | LHJMQ        | 60  | 37               | 73               | 110              | 55               | 11               | 8  | 15                   | 23                   | 4                    |                      |                      |
| 1995-1996    | Admirals de Hampton Roads   | ECHL         | 62  | 24               | 62               | 86               | 74               | 3                | 1  | 4                    | 5                    | 10                   |                      |                      |
| 1995-1996    | Lumberjacks de Cleveland    | LIH          | 2   | 0                | 0                | 0                | 0                | 2                | 0  | 0                    | 0                    | 0                    |                      |                      |
| 1996-1997    | Lumberjacks de Cleveland    | LIH          | 57  | 9                | 16               | 25               | 38               | 2                | 0  | 0                    | 0                    | 0                    |                      |                      |
| 1997-1998    | Crunch de Syracuse          | LAH          | 55  | 6                | 14               | 20               | 57               | —                | —  | —                    | —                    | —                    |                      |                      |
| 1997-1998    | Bears de Hershey            | LAH          | 5   | 2                | 1                | 3                | 0                | 7                | 1  | 3                    | 4                    | 6                    |                      |                      |
| 1998-1999    | Avalanche du Colorado       | LNH          | 1   | 0                | 0                | 0                | 0                | —                | —  | —                    | —                    | —                    |                      |                      |
| 1998-1999    | Bears de Hershey            | LAH          | 64  | 30               | 39               | 69               | 58               | 3                | 0  | 1                    | 1                    | 2                    |                      |                      |
| 1999-2000    | Avalanche du Colorado       | LNH          | 15  | 2                | 1                | 3                | 6                | 17               | 0  | 1                    | 1                    | 6                    |                      |                      |
| 1999-2000    | Bears de Hershey            | LAH          | 58  | 42               | 38               | 80               | 56               | —                | —  | —                    | —                    | —                    |                      |                      |
| 2000-2001    | Blue Jackets de Columbus    | LNH          | 81  | 13               | 17               | 30               | 64               | —                | —  | —                    | —                    | —                    |                      |                      |
| 2001-2002    | Blue Jackets de Columbus    | LNH          | 71  | 8                | 8                | 16               | 32               | —                | —  | —                    | —                    | —                    |                      |                      |
| 2002-2003    | Avalanche du Colorado       | LNH          | 66  | 4                | 6                | 10               | 64               | 5                | 0  | 0                    | 0                    | 4                    |                      |                      |
| 2003-2004    | Thrashers d'Atlanta         | LNH          | 66  | 10               | 15               | 25               | 73               | —                | —  | —                    | —                    | —                    |                      |                      |
| 2004-2005    | Genève-Servette HC          | LNA          | 6   | 2                | 1                | 3                | 8                | 3                | 1  | 2                    | 3                    | 6                    |                      |                      |
| 2005-2006    | Thrashers d'Atlanta         | LNH          | 74  | 7                | 17               | 24               | 79               | —                | —  | —                    | —                    | —                    |                      |                      |
| 2006-2007    | Genève-Servette HC          | LNA          | 40  | 21               | 29               | 50               | 50               | 5                | 1  | 2                    | 3                    | 8                    |                      |                      |
| 2006-2007    | HC Bienne                   | LNB          | —   | —                | —                | —                | —                | 10               | 6  | 13                   | 19                   | 10                   |                      |                      |
| 2007-2008    | Genève-Servette HC          | LNA          | 47  | 27               | 12               | 63               | 65               | 13               | 1  | 11                   | 12                   | 20                   |                      |                      |
| 2008-2009    | Genève-Servette HC          | LNA          | 36  | 14               | 28               | 42               | 61               | 4                | 0  | 3                    | 3                    | 4                    |                      |                      |
| 2009-2010    | HC Fribourg-Gottéron        | LNA          | 49  | 20               | 21               | 41               | 62               | 5                | 0  | 2                    | 2                    | 2                    |                      |                      |
| 2010-2011    | HC Fribourg-Gottéron        | LNA          | 31  | 7                | 17               | 24               | 12               | 4                | 0  | 0                    | 0                    | 4                    |                      |                      |
| 2011-2012    | Hamburg Freezers            | DEL          | 46  | 11               | 20               | 31               | 59               | —                | —  | —                    | —                    | —                    |                      |                      |
| 2012-2013    | Hamburg Freezers            | DEL          | —   | —                | —                | —                | —                | —                | —  | —                    | —                    | —                    |                      |                      |
| Totaux LNH   | Totaux LNH                  | Totaux LNH   | 374 | 44               | 64               | 108              | 361              | 22               | 0  | 1                    | 1                    | 10                   |                      |                      |
| Totaux LAH   | Totaux LAH                  | Totaux LAH   | 182 | 80               | 92               | 172              | 171              | 10               | 1  | 4                    | 5                    | 8                    |                      |                      |
| Totaux LNA   | Totaux LNA                  | Totaux LNA   | 209 | 92               | 131              | 223              | 268              | 34               | 4  | 19                   | 23                   | 42                   |                      |                      |
| Totaux LHJMQ | Totaux LHJMQ                | Totaux LHJMQ | 188 | 95               | 139              | 234              | 165              | 26               | 10 | 19                   | 39                   | 28                   |                      |                      |

## Statistiques internationale
| Année | Équipe           | Compétition      |   | PJ | B | A | Pts | Pun                    |  | Résultat |
| 2007  | Canada           | Coupe Spengler   | 5 | 1  | 3 | 4 | 14  | Vainqueur              |  |          |
| 2008  | Canada           | Coupe Spengler   | 4 | 2  | 4 | 6 | 0   | Finaliste              |  |          |
| 2010  | Canada           | Coupe Spengler   | 2 | 0  | 1 | 1 | 0   | Finaliste              |  |          |
| 2013  | Hamburg Freezers | Trophée européen | 5 | 0  | 0 | 0 | 8   | 6e de la Division Nord |  |          |

## Honneurs et trophées
- LAH
  - Membre de la première équipe d'étoiles en 2000.
- LNB
  - Champion avec le HC Bienne en 2007
- Coupe Spengler
  - Vainqueur avec le Team Canada en 2007

## Transactions en carrière
- Repêché par les Penguins de Pittsburgh en 1994.
- 24 juillet 1998 : signe à titre d'agent libre avec les Bears de Hershey (LAH).
- 22 décembre 1998 : signe à titre d'agent libre avec l'Avalanche du Colorado (LNH).
- 11 juillet 2000 : signe à titre d'agent libre avec les Blue Jackets de Columbus (LNH).
- 27 août 2002 : signe à titre d'agent libre avec l'Avalanche du Colorado.
- 3 octobre 2003 : réclamé au ballotage par les Thrashers d'Atlanta (LNH).
- 25 janvier 2005 : signe à titre d'agent libre avec le Genève-Servette Hockey Club (LNA).